# Pieris cheiranthi
Pieris cheiranthi — вид дневных бабочек из семейства белянок (Pieridae). Эндемик Канарских островов.

## Описание
Размах крыльев 57—66 мм. Крылья на верхней стороне белого цвета, с несколькими чёрными пятнами, сливающимися в широкую перевязь на передной паре крыльев. На переднем крыле сверху: внешний угол почти до середины оторочки чёрный. Относительно крупные пятна имеются на нижней стороне. Заднее крыло с чёрным пятном у середины переднего края; снизу жёлтого цвета, с чёрным напылением.

## Ареал
Первоначальный ареал охватывал территорию Канарских островов, эндемиком которых является этот вид. Вид вымер на острове Гран-Канария и Гомера в 1970-х годах. Вид сохранился на Тенерифе, где населяет разреженные влажные лавровые леса и их опушки. Также локально, но широко распространен на острове Пальма.
На Тенерифе вид также исчез из многих районов острова, но сохранился в прибрежных районах на севере, и всё ещё малочисленно встречается в окрестностях Пуэрто-де-ла-Крус. В долине Оротава и далее на запад от неё вид может быть относительно многочисленным особенно в зимние месяцы и вплоть до весны.
Встречается на высотах 200—1400 метров над уровнем моря.

## Биология
Кормовое растение гусениц — настурция Tropaelum majus и Crambe strigosa.
Самки предпочитают откладывать яйца на кормовые растения, растущие в тени и на растениях, которые растут под нависающими выступами горных пород, главным образом на северных склонах.